# Navacepedilla de Corneja (kommunhuvudort)
Navacepedilla de Corneja är en kommunhuvudort i Spanien.   Den ligger i provinsen Provincia de Ávila och regionen Kastilien och Leon, i den centrala delen av landet, 130 km väster om huvudstaden Madrid. Navacepedilla de Corneja ligger 1 257 meter över havet och antalet invånare är 155.
Terrängen runt Navacepedilla de Corneja är lite bergig. Runt Navacepedilla de Corneja är det mycket glesbefolkat, med 4 invånare per kvadratkilometer. Närmaste större samhälle är Muñana, 18,4 km nordost om Navacepedilla de Corneja. Trakten runt Navacepedilla de Corneja består i huvudsak av gräsmarker.